# 金平糖

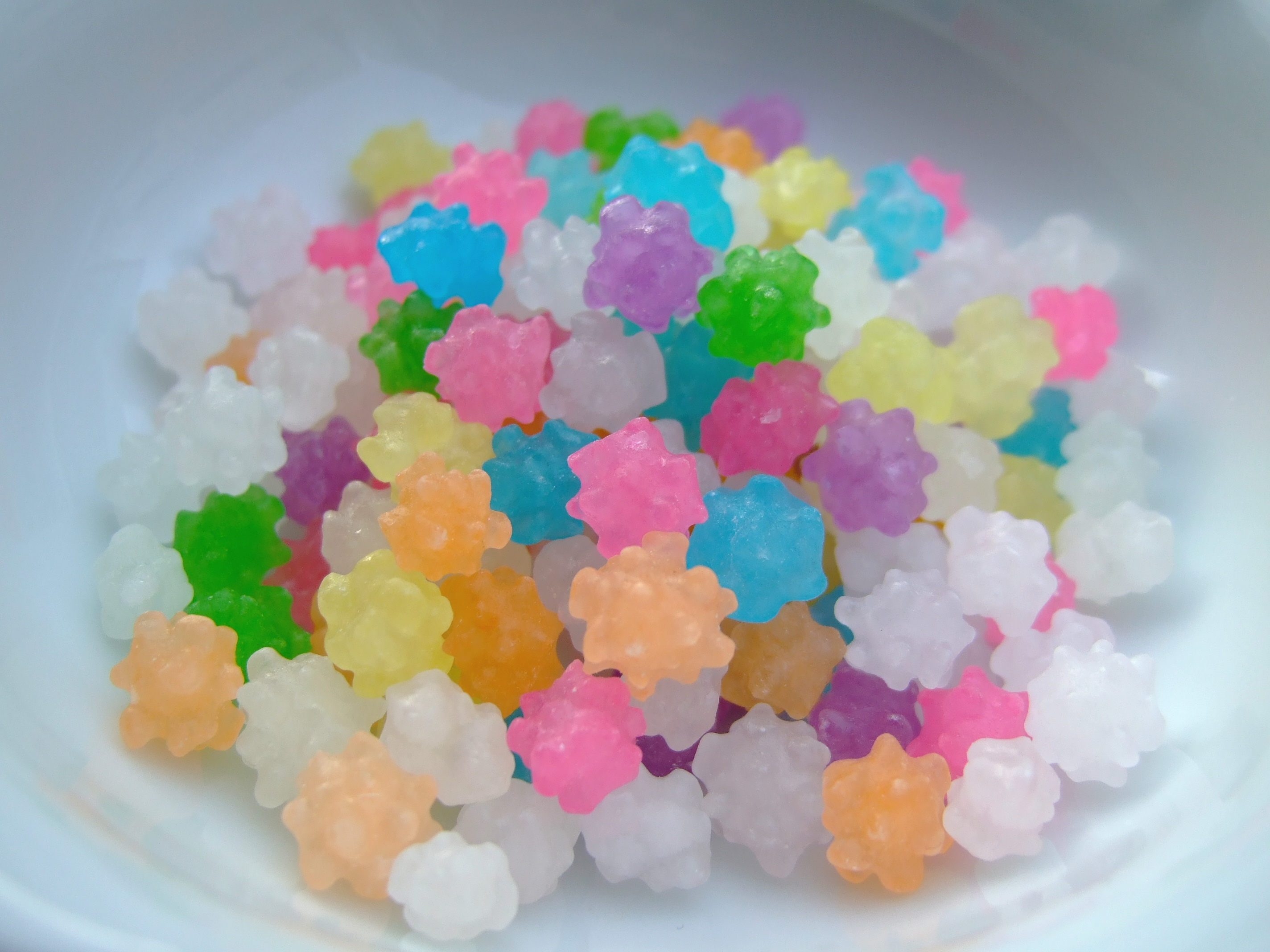
各種口味的金平糖。

金平糖，又作金米糖、金餅糖，華語圈又稱為花糖、星星糖，是日本一種外形像星星的小小糖果粒。是蔗糖糖浆逐渐包裹在结晶核心形成的球状结晶。

## 历史
金平糖於战国时代的1546年（天文15年），由葡萄牙傳教士傳入日本。其名稱來自於葡萄牙語「糖果」一字（confeito）。
1569年（永禄12年），葡萄牙傳教士路易斯·弗洛伊斯在京都二条城謁见織田信長时，將當地出產的糖果進獻予織田信長，織田信長對這種點心感到驚喜，從此這種糖果開始在京都流傳以及製作，漸漸成為本地化的金平糖。初期，因物稀，為大名獻給天皇之貢品。
江户时代初期的1637年（宽永14年）长崎甲比丹商馆馆长的日记中曾记载从葡萄牙商船上搬运各种金平糖3000斤（约合当时的1800千克），并将其运至京都等地贩售，或将其作为贡品献上的事。
1688年（元禄元年）出版的《日本永代藏》中记录了长崎成功制作金平糖一事，并详细介绍了长崎金平糖的制作方法。
18世纪，金平糖在庶民之间普及开来。

## 制作方法
傳統的金平糖是以粗糯米粉和糖製成，以糯米粉作为結晶核，在緩緩轉動的大鍋中不停滾動並沾裹糖蜜，讓砂糖逐漸在表面結晶形成星型外殼。整個製作過程要花上大約兩週的时间，制作时還會受气温、湿度、鍋子角度等不確定因素影響，因而職人得聽糖落下時的聲響判斷成果。
現代的金平糖多以機器大量生產，并且除了各種水果口味的金平糖，还出现了加入高級紅酒、貴腐酒等材料的金平糖。